# Palacio Real de Ficuzza

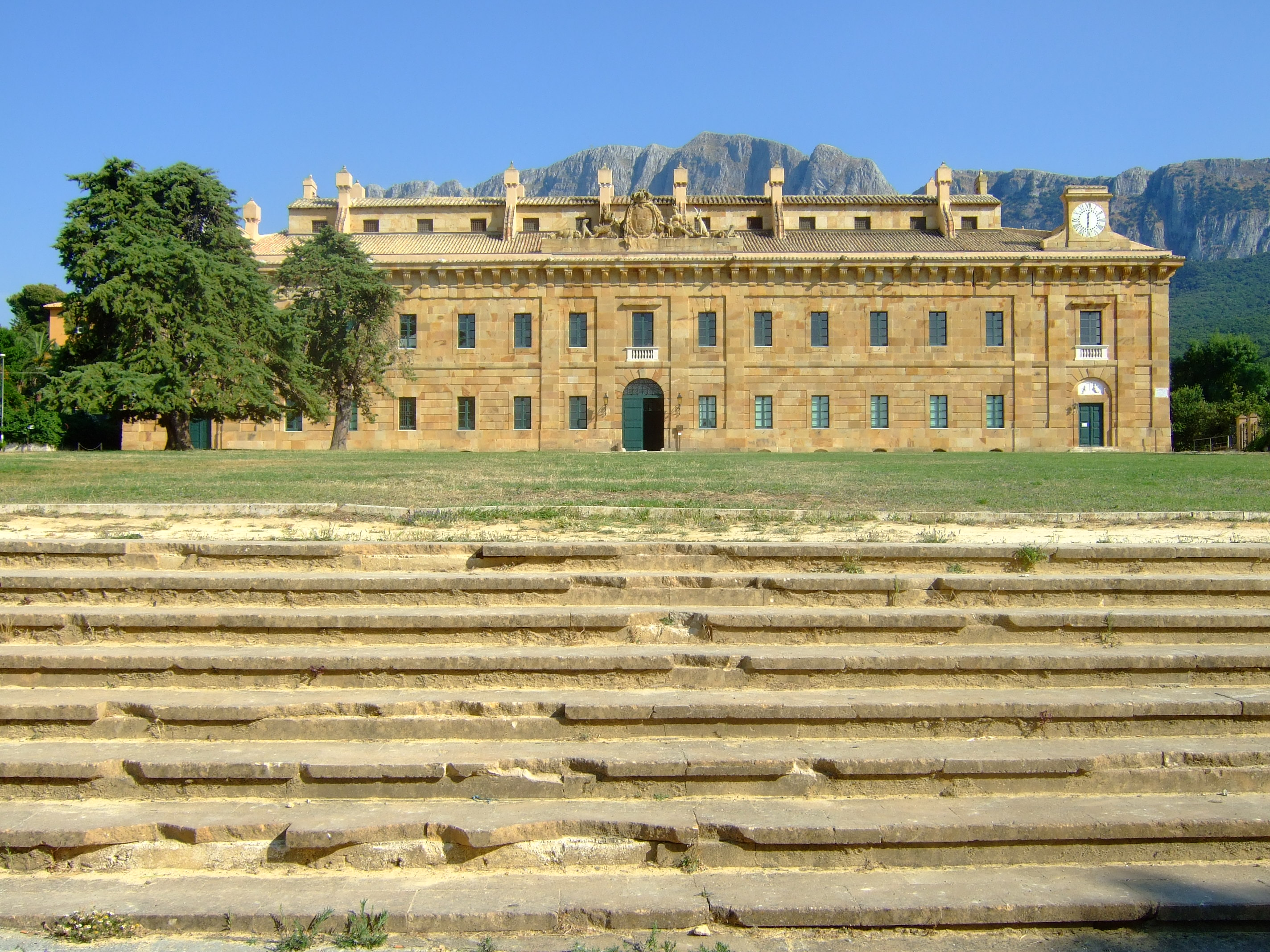
La fachada del Palacio Real de Ficuzza.

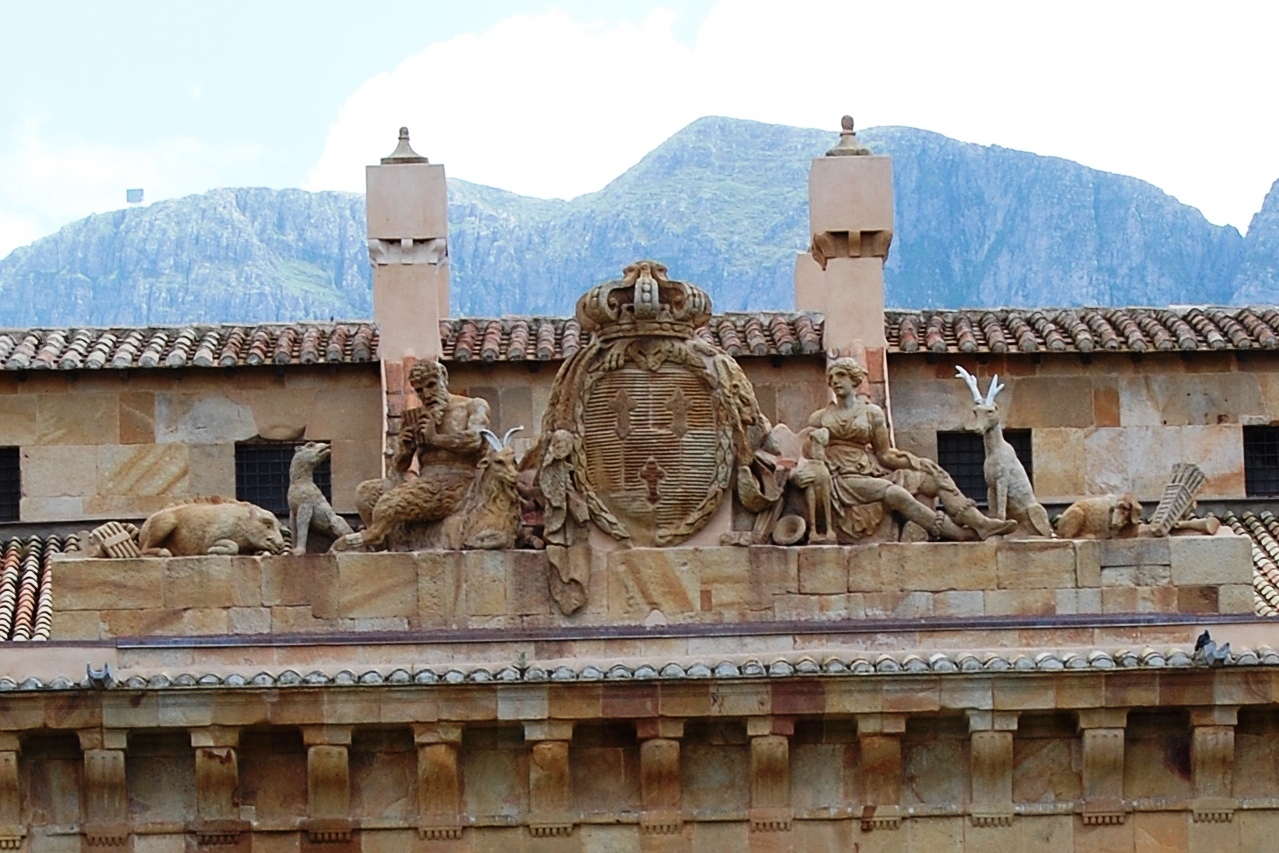
Un detalle de la fachada.

El Palacio Real de Ficuzza (en italiano: Real Casina di Caccia di Ficuzza) se encuentra cerca de la ciudad de Corleone, a unos 45 kilómetros de la ciudad de Palermo, en Sicilia. La construcción del palacio fue comisionada por Fernando I de las Dos Sicilias durante su exilio en Sicilia, tras el establecimiento de la República Partenopea en 1798.

## Historia
Ferdinando logró volver a Napoles, pero fue exiliado nuevamente por el ejército francés, y la parte continental de su reino fue gobernada por Joaquín Murat hasta el 1815. El palacio fue construido cerca de la Reserva Real de Caza en 1802, y fue completado en 1810. Entre quienes colaboraron a la construcción del palacio se destaca el arquitecto neoclásico Giuseppe Venanzio Marvuglia.
Con la caída de los Borbones, el palacio cayó en desuso, siendo habitado de forma intermitente hasta la ocupación por las fuerzas armadas aliadas en la Segunda Guerra Mundial. El palacio ha sido recientemente abierto a los visitantes, incluyendo los túneles que llevan a los bosques circundantes, que se encuentran adentro de un parque protegido.
Los exteriores austeros del palacio armonizan con su rol de casa de caza. Sin embargo, algunos interiores tienen adornos decorativos, como unas columnas de estilo egipcio.